# Orde d'Alcalá de la Selva
L'Orde d'Alcalá de la Selva fou un orde militar fundat per Alfons el Cast, rei d'Aragó i comte de Barcelona, en 1174. La seva importància va minvar fins a desaparèixer l'últim terç del segle xiv. Estava integrat a la família cistercenca, ja que seguia la regla i constitucions de l'Orde del Cister.

## Història
En coneixem molt poc, ja que la informació original sobre l'orde es limita a una dotzena de documents que esmenten els "freiles de Alcalá" i alguna altra referència en cròniques.
El rei Alfons el Cast lliurà el castell d'Alcalá de la Selva (Gúdar-Javalambre, província de Terol) al prior de la comunitat cistercenca de San Salvador de Ejea, Raimundo de Tharz; amb la donació volia assegurar posicions per a la defensa de la ciutat de Terol, conquerida feia poc als almohades. La carta de donació està datada a Calataiud el febrer de 1174 i encarregava els freires de la defensa del territori i la torial, destruccionem sarracenorum» ("destrucció dels sarraïns"), establint que els frares fossin al servei directe del rei: ad servicium et fidelitatem meam, meorumque successorum per secula cuncta ("al servei i fidelitat meus i dels meus successors per sempre"). L'orde es deu haver fundat entre aquesta data i 1194, quan per primer cop es parla en un document dels fratres de Alcalá, i potser després de 1184, quan es promulguen els furs d'Alcalá.
No es coneix com estava organitzada; sembla, per la manca de referències concretes, que no hi havia mestre, al contrari que en altres ordes militars. L'orde deuria estar dirigit per un "freire mayor" i, en segon terme, pel "comendador de Alcalá", que n'era el responsable de la part militar.
En l'aspecte espiritual, depenia de l'abadia de Sainte-Marie-de-la-Grande-Sauve, o Le Sauve Majeure, de Bordeus; fins al 1225, depenia del priorat de San Salvador de Ejea, que depenia de l'abadia de Bordeus, però en aquesta data passa a la jurisdicció directa de l'abadia. No obstant això, no sembla que el capítol de l'Orde del Cister donés als frares d'Alcalá una regla o modus vivendi propi, com s'havia fet en d'altres. La indefinició jeràrquica i disciplinària va fer que des de la Santa Seu no es veiés clara la fundació de l'orde i que mai no s'emeté la butlla de confirmació canònica de l'orde, que mai no fou aprovada oficialment.

### Terres i influència
L'Orde d'Alcalá de la Selva guanyà territoris mercès a les donacions fetes per Alfons el Cast, entre les quals hi havia terres i permisos per fer molins a la séquia reial de Terol, la vila de Mierla (avui al municipi d'Ojos Negros) i d'altres. Pere el Catòlic confirmà les donacions del seu pare, afegint-hi en 1208 el lloc de Cuevas de Domingo Arquero (avui Castelvispal, a Linares de Mora). Jaume el Conqueridor els feu lliurament dels castells i poblacions d'Almedíjar i Algimia de Almonacid, al final de 1228 i juny de 1233, respectivament.
També Ferran III de Castella, en 1224 i per aconseguir la col·laboració de l'orde en les seves campanyes de conquesta, els donà drets i terres a Atalaya de Ferruz (potser l'actual Rus (Jaén). Alcocer, Alarcón i Iniesta, a més del castell d'Alcalá del Júcar i la cova de Garadén; així el monarca garantia una defensa de les terres del curs mitjà del Xúquer, essencial per a la reconquesta del Regne de Múrcia i del Regne de Jaén.

### Desaparició
L'orde, però, no tingué prou rellevància militar, social ni religiosa; els cavallers d'Alcalá no són esmentats en actes militars ni conquestes (genèricament, se'n parla dels "serveis" prestats als reis). Potser van participar en la presa de Rubiols de Mora, però no se sap del cert, o en la reconquesta del regne de València.
A mitjan segle xiii comença el seu declivi, en vendre Almedíjar (1240) i Algimia de Almonacid (1248), recuperada i venuda definitivament abans del 1264. Potser la revolta mudèjar de València influí en la crisi de la seu d'Alcalá i altres priorats, i l'abadia de La Sauve-Majeure va cedir la gestió i l'usdefruit de l'orde militar a un particular, García Pérez. El declivi culminà amb la venda del castell i la vila d'Alcalá de la Selva a Juan Fernández de Heredia en 1376; llavors, l'orde ja havia deixat, en la pràctica, d'existir.